# Marc Ferro

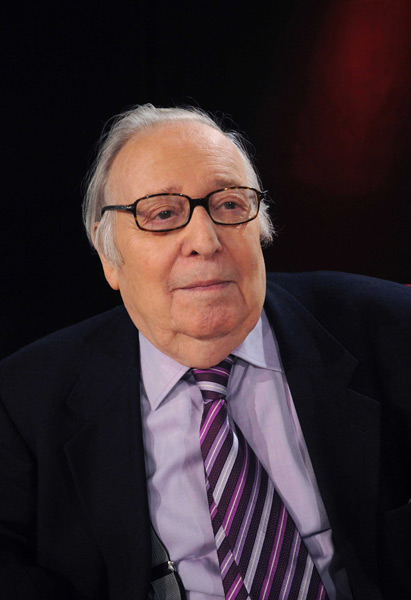
Marc Ferro (2012)

Marc Roger Ferro (* 24. Dezember 1924 in Paris; † 21. April 2021 in Maisons-Laffitte) war ein französischer Historiker. Er wurde zusammen mit Jacques Le Goff, Emmanuel Le Roy Ladurie und Pierre Nora der dritten Generation der Annales-Schule zugerechnet. Er lehrte an der École des Hautes Études en Sciences Sociales. Zu den Schwerpunkten seiner Forschung gehörten die Geschichte Russlands und der UdSSR sowie die Geschichte des Films.

## Leben und Werk
Marc Ferro wurde 1924 als Kind von Einwanderern im wohlhabenden 8. Arrondissement von Paris geboren. Sein Vater war Jacques Ferro, ein auf Korfu geborener Kaufmann griechisch-italienischer Abstammung, und seine Mutter war Oudia Fridmann, Modellzeichnerin eines großen Modehauses und ukrainisch-jüdischer Herkunft. Sein Vater starb, als er fünf Jahre alt war, sodass er die meiste Zeit bei seiner Mutter und deren zweitem Ehemann aufwuchs. Als Schüler auf dem Lycée Carnot wurde er während der Besetzung Frankreichs im Zweiten Weltkrieg seiner jüdischen Mutter wegen von den antisemitischen Gesetzen des Vichy-Regimes bedroht. Sein Philosophielehrer Maurice Merleau-Ponty riet ihm daher, so schnell wie möglich das besetzte Nordfrankreich zu verlassen, sodass er seine schulische Ausbildung in Grenoble im Süden Frankreichs fortsetzte. Seine Mutter wurde 1943 verhaftet, in das KZ Auschwitz-Birkenau deportiert und dort ermordet. Ferro begann in Grenoble ein Studium in Geschichte und Geographie. 1944 schloss er sich, um der Einberufung zur Zwangsarbeit in Deutschland, dem Service du travail obligatoire, zu entgehen, einer von der Kommunistin Annie Kriegel angeführten Widerstandsgruppe an, wo er wegen seiner Deutschkenntnisse nützliche Funktionen übernehmen konnte. Nachdem diese von der Polizei aufgedeckt worden war, floh er aus der Stadt und schloss sich einer bewaffneten Gruppe des Maquis an, die in den Bergen des Vercors im Rahmen der Résistance gegen das Vichy-Regime und die deutschen Besatzer kämpfte. Auch diese Gruppe wurde im Juli 1944, nur wenige Tage nach Ferros Ankunft und wenige Monate vor Ankunft der alliierten Truppen, aufgedeckt. Ferro nahm schließlich im September 1944 an der Befreiung von Lyon teil. Ferro setzte danach sein Studium fort und wurde Geschichtslehrer. Im Juli 1948 heiratete er Yvonne France Blondel (1920–2021).
Von 1948 bis 1956 unterrichtete er am Lycée Lamoricière in Oran im damals französischen Algerien. Aufgrund des verbreiteten Rassismus unter der europäischen Bevölkerung und der brutalen Unterdrückung der Unabhängigkeitsbewegung durch die Kolonialmacht (etwa im Rahmen des Toussaint rouge 1954) stand er dem Kolonialismus zunehmend kritisch gegenüber und gründete mit Kollegen die Fraternité algérienne, die vergeblich eine Kompromisslösung zwischen der Kolonialherrschaft und dem gewaltsamen Unabhängigkeitskrieg der FLN suchte. 1956 verließ er Algerien, um Gymnasiallehrer in Paris zu werden. Danach unterrichtete er an der renommierten École polytechnique, um schließlich directeur d'études an der École des Hautes Études en Sciences Sociales (EHESS) zu werden.
Marc Ferro sah sich zeitlebens als politisch links, ohne jedoch einer Partei beizutreten, und wahrte, im Gegensatz zu vielen Fachkollegen, immer Distanz zur Kommunistischen Partei Frankreichs. Im Rahmen der französischen Präsidentschaftswahl 2002 rief er zur Wahl von Jean-Pierre Chevènement, 2007 zur Wahl von Ségolène Royal auf. Er bekämpfte zusammen mit seinen Kollegen Léon Poliakov und Pierre Vidal-Naquet die Thesen von Holocaustleugnern wie Robert Faurisson, verwahrte sich aber gleichzeitig gegen die politische Instrumentalisierung der Geschichte im Namen von Gesetzen zur Erinnerung (loi mémorielles) und war deshalb Mitglied der Initiative Liberté pour l'histoire (Freiheit für die Geschichte).
Als einer der ersten Historiker beschäftigte er sich in Frankreich mit dem von der Geschichtswissenschaft lange Zeit vernachlässigten Medium Film. Auslöser war 1964 seine Mitarbeit bei einem aufwändigen Filmprojekt über den Ersten Weltkrieg, La Grande Guerre / 1914–1918 / Der Erste Weltkrieg, das gemeinsam von deutschen und französischen Historikern betreut und am selben Tag in den Ländern der beiden ehemaligen Kriegsgegner im Fernsehen ausgestrahlt wurde.
Zwischen 1989 und 2001 war er zunächst auf dem französischen Sender La Sept und ab 1992 auf Arte Präsentator der Fernsehsendung Histoire parallèle (deutscher Titel: Die Woche vor 50 Jahren). Zusammen mit einem (oft prominenten) Zeitzeugen oder einem Historiker als Gast analysierte er in 630 Folgen die Berichte der Wochenschau der jeweiligen Woche vor 50 Jahren.
Ferro starb im April 2021 im Alter von 96 Jahren an den Folgen von COVID-19.

## Ehrungen und Mitgliedschaften
- 1998: Ehrendoktor der Lomonossow-Universität Moskau
- 2003: Ehrendoktor der Universität Bordeaux
- 2006: Ehrendoktor der Universidad de Chile
- 2009: Ordentliches Mitglied der Academia Europaea[4]
- 2011: Prix Saint-Simon

## Werke (Auswahl)
als Autor
- La Revolution de 1917. Paris 1967.
- La Grande Guerre, 1914–1918. Paris 1968.
  - deutsche Übersetzung: Der große Krieg 1914–1918. Frankfurt/M. 1988.
- Cinema et Histoire. Paris 1976.
- L’Occident devant la révolution soviétique. Brüssel 1980.
- Suez. Brüssel 1981.
- Comment on raconte l’histoire aux enfants à travers le monde. Paris 1983.
  - deutsche Übersetzung: Geschichtsbilder. Wie die Vergangenheit vermittelt wird. Beispiele aus aller Welt. Frankfurt/M. 1991.
- Pétain. Paris 1987 (neu aufgelegt 1993 und 1994)
- Les origines de la Perestroika. Paris 1990.
- Nicolas II. Paris 1991.
  - deutsche Übersetzung: Nikolaus II der letzte Zar. Eine Biographie. Zürich 1991.
- Le choc de l’Islam. Paris 2003.
- Le Cinéma, une vision de l’histoire. Paris 2003.

als Herausgeber
- Le livre noir du colonialisme. Paris 2003.

## Film
- Marc Ferro – Die Geschichte seines Lebens. Regie: Michel Vuillermet. Autor: Ilios Yannakakis, Frankreich, Arte, 1999